# Giải bóng đá vô địch quốc gia Quần đảo Solomon 2011–12
 Giải bóng đá vô địch quốc gia Quần đảo Solomon 2011–12 hay Telekom S-League 2011–12 là mùa giải thứ 9 của Giải bóng đá vô địch quốc gia Quần đảo Solomon ở Quần đảo Solomon. Solomon Warriors giành chức vô địch đầu tiên và cũng đại diện Quần đảo Solomon tham dự 2012–13 Giải bóng đá vô địch các câu lạc bộ châu Đại Dương. Tất cả các trận đấu đều diễn ra ở sân vận động trên sườn đồi Lawson Tama Stadium, với sức chứa khoảng 20.000 chỗ ngồi.

## Đội bóng
- Hana (Honiara)
- Koloale (Honiara)
- KOSSA (Honiara)
- Malaita Kingz (Malaita)
- Marist Fire (Honiara)
- Real Kakamora (Makira-Ulawa)
- Solomon Warriors (Honiara)
- Western United (Western)

## Bảng xếp hạng
| VT | Đội                   | ST | T  | H | B | BT | BB | HS  | Đ  | Giành quyền tham dự                                                |
| -- | --------------------- | -- | -- | - | - | -- | -- | --- | -- | ------------------------------------------------------------------ |
| 1  | Solomon Warriors* (C) | 14 | 11 | 1 | 2 | 41 | 11 | +30 | 34 | Tham dự Giải bóng đá vô địch các câu lạc bộ châu Đại Dương 2012–13 |
| 2  | Western United        | 14 | 10 | 1 | 3 | 33 | 22 | +11 | 31 |                                                                    |
| 3  | Koloale FC            | 14 | 8  | 3 | 3 | 54 | 20 | +34 | 27 |                                                                    |
| 4  | Real Kakamora FC      | 14 | 7  | 0 | 7 | 22 | 29 | −7  | 21 |                                                                    |
| 5  | Malaita Kingz         | 14 | 4  | 3 | 7 | 19 | 23 | −4  | 15 |                                                                    |
| 6  | Kossa FC              | 14 | 4  | 2 | 8 | 29 | 41 | −12 | 14 |                                                                    |
| 7  | Hana                  | 14 | 3  | 2 | 9 | 22 | 44 | −22 | 11 |                                                                    |
| 8  | Marist Fire           | 14 | 1  | 4 | 9 | 16 | 46 | −30 | 7  |                                                                    |

[ * ] Solomon Warriors không được vào vòng playoff của Solomon Islands để tham dự Giải bóng đá vô địch các câu lạc bộ châu Đại Dương 2012–13 vì họ cũng vô địch Knockout Championship 2012.